# Les Enfants de la Terre (association)
Pour les articles homonymes, voir Les Enfants de la Terre.
 (janvier 2017).
Les Enfants de la Terre est une association française créée en 1988 autour de Marie-Claire Noah (1937-2012) et Yannick Noah pour venir en aide aux enfants en situation difficile. 
La présidente initiale était la fondatrice de l'association Marie-Claire Noah. Depuis son décès en 2012, sa fille Nathalie Noah a repris la présidence de l'association et Yannick Noah a été nommé président d'honneur aux côtés de sa sœur.

## Mission
L'association accueille au sein des « Maison-Tendresse » des enfants sans foyer, isolés, en situation difficile ou séparés de leur famille, dont les parents sont atteints de grave maladie…pendant les vacances scolaires. L'objectif principal des « Maison-Tendresse » est de permettre aux enfants et aux fratries de partir en vacances dans une ambiance familiale et chaleureuse à la campagne. Des séjours sont organisés en période de vacances scolaires et de nombreuses activités sont proposées aux enfants pour leur faire découvrir la vie autrement. Des séjours maman-enfants sont aussi organisés, pour permettre des vacances en famille dans un cadre extérieur.   
L'association travaille également en partenariat avec l'Hôpital Robert-Debré et son service pédiatrique. Elle participe ainsi au financement du transport et à l'hébergement des parents d'enfants hospitalisés loin de chez eux. Au sein de la Maison Tendresse, à Morainville-Jouveaux et à Boncourt (Eure), les enfants sont accueillis par des bénévoles pour leur faire oublier leur solitude et leur proposer de nombreuses activités ludiques les samedis après-midi avec l'équipe de bénévolat de Nathalie Noah .   
Les enfants sont encadrés par une équipe de bénévoles qualifiés et motivés pour tous les séjours en « Maison-Tendresse » et au sein de la Maison de l'enfant de l'Hôpital Robert-Debré.

## Discographie
Un album, intitulé Les Enfants de la Terre chantent Yannick Noah, dont le groupe nouvellement crée de chanteurs multi-instrumentistes du même nom est composé de Esteban, Leelou, Nathan, Norah et Sahna, est sorti le 23 novembre 2018.
Sur l'album figure des reprises de certaines chansons de Yannick Noah. Le groupe a enregistré Les Lionnes en duo avec lui.
À ce jour, deux clips du groupe existent sur YouTube : Le clip Les Lionnes (en duo avec Yannick Noah) et le clip de Métis(se).
L'album inclut les titres suivants : 
- Métis(se) (inédit)
- Les Lionnes (en duo avec Yannick Noah) (inédit)
- La Voix des Sages (en duo avec Sundy Jules)
- Simon Papa Tara
- Si tu Savais
- Donne-moi une Vie
- Destination Ailleurs (en duo avec Ansta & Mendrika)
- Angela
- Mon Eldorado (Du Soleil)
- Aux Arbres Citoyens
- Ça me regarde
- Ose
- Les Enfants de la Terre (inédit)
- Saga Africa
- Là (en duo avec Yannick Noah) (Bonus Titre) (inédit)

Le titre Métis(se) est régulièrement diffusé sur TF1 lors de sa sortie.